# خورخي غارسيا (راكب الكنو)
خورخي غارسيا هو راكب الكنو كوبي، ولد في 1987.

## وصلات خارجية
- خورخي غارسيا على موقع أوليمبيديا (الإنجليزية)